# Бычков, Николай Дмитриевич (ротмистр)
Николай Дмитриевич Бычков (декабрь 1820, Муром, Владимирская губерния — не ранее 1877, Российская империя) — русский дворянин из рода Бычковых, муромский уездный предводитель дворянства (1857—1859 и 1863), меленковский уездный предводитель дворянства, отставной ротмистр.

## Биография
Родился в декабре 1820 года в семье Дмитрия Львовича Бычкова.
С 1857 по 1859 год и в 1863 году был в должности муромского уездного предводителя дворянства.
С 1867 по 1869 год находился в должности Меленковского уездного предводителя дворянства.

## Семья
- Брат — Илиодор (род. 1823)
- Сестра — Зинаида (род. 11 октября 1828)
- Брат — Михаил (род. 9 сентября 1834)
- Дети — Варвара (1850—1858) и Дмитрий[вд](1854—1906)[2].